# Mega Man Zero 2
Mega Man Zero 2, in Giappone Rockman Zero 2 (ロックマンゼロ2?, Rokkuman Zero 2), è un videogioco sviluppato dalla Inti Creates e pubblicato dalla Capcom per Game Boy Advance.
Il videogioco è stato pubblicato il 14 ottobre 2003 in Nord America. Continua la saga di Mega Man Zero, composta da 4 capitoli, di cui questo è il secondo.

## Trama
Zero, il protagonista della serie, dopo la sconfitta di Copia X, si ritrova a combattere da solo nel deserto. Dopo la battaglia perde i sensi ma viene trasportato da Sage Harpuia, uno dei quattro guardiani di Neo Arcadia alla nuova base della Resistenza, dove il comando non è più in mano alla dottoressa Ciel, che si è dedicata alla creazione di una nuova fonte di energia, ma ad Elpizo, un Reploide che vuole sfruttare la mancanza di un leader a Neo Arcadia per vincere militarmente la guerra. Ma quando Elpizo perderà la battaglia insieme al senno, sarà compito di Zero fermarlo prima che distrugga l'umanità attraverso un'arma che il vero X custodisce.

## Modalità di gioco
Il gioco prende vita attraverso l'universo di Mega Man, uno dei più celebri videogiochi giapponesi della compagnia Capcom. In questo capitolo, la difficoltà è aumentata e i boss di fine livello hanno una seconda barra di energia, (l'azzurra che ricopre la gialla,) il che li rende più resistenti. Nel capitolo precedente, i boss avevano 32 tacche gialle, adesso invece ne hanno 64, di cui la metà è azzurra.

## Accoglienza
Il gioco ha ottenuto un 8.6 da Gamespot, mentre da IGN un 8.